# Aphycoides fuscipennis
Aphycoides fuscipennis är en stekelart som först beskrevs av William Harris Ashmead 1904.  Aphycoides fuscipennis ingår i släktet Aphycoides och familjen sköldlussteklar. Inga underarter finns listade i Catalogue of Life.